# Щепановский, Станислав (химик)

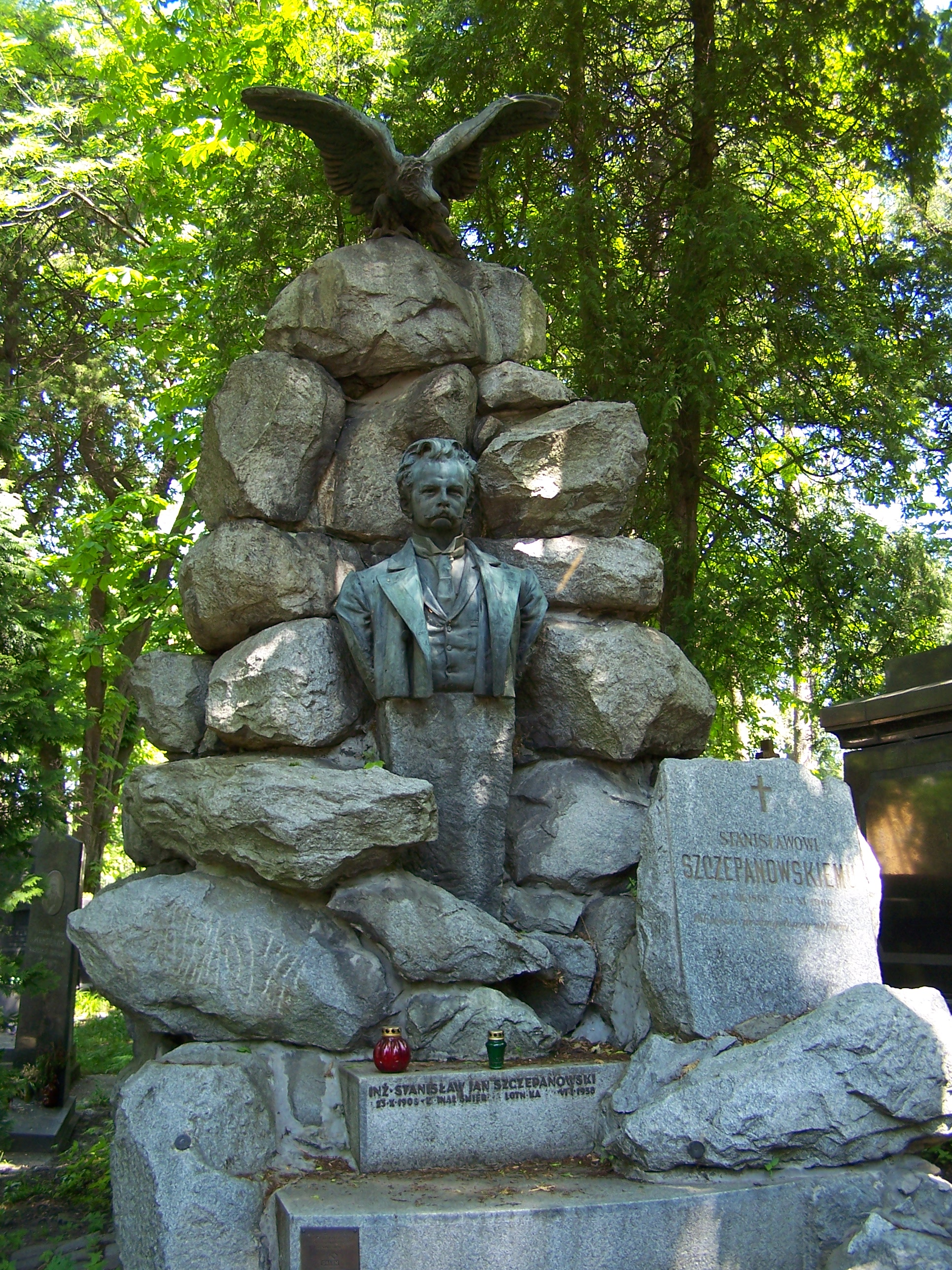
Надгробный памятник Ст. Щепано́вскому на Лычаковском кладбище. Скульптор Г. Кузневич

Станислав Щепановский (пол. Stanisław Szczepanowski, 12 декабря 1846, Косьцян, Великое княжество Познанское, Пруссия — 31 октября 1900, Бад-Наухайм, Германская империя) — инженер и предприниматель польского происхождения, один из пионеров нефтедобывающей промышленности в Галиции.

## Биография
После окончания школ в Хелме и Вене, в 1862—1864 работал вместе с отцом на строительстве железной дороги в Банате.
В 1864—1867 — студент Императорско-королевского политехнического института в Вене. Продолжил своё образование, изучая курс химии и экономики в École Centrale des Arts et Manufactures в Париже, затем в 1869—1871 — в Лондоне, где получил диплом инженера. Остался в Англии и работал сперва в частных лабораториях, в 1870—1879 — в промышленном отделе Министерства по делам Индии (India Office), после чего вернулся на родину.
В Галиции занялся интенсивной разработкой нефтяных месторождений Прикарпатья, созданием нефтедобывающей промышленности и нефтепроводов. В 1881 основал первое Общество по эксплуатации нефти.
В 1883 построил в Печенежинe возле Коломыи самый большой и современный по тому времени нефтеперегонный завод и нефтепровод от мест добычи нефти. В 1886 построил железнодорожную ветку Печенежин — Коломыя.
Посол (депутат) австрийского парламента (с 1886) и Галицкого сейма (с 1889). В 1885 ему присвоено звание почетного гражданина города Коломыя.
Похоронен во Львове на Лычаковском кладбище.

## Избранные труды
Автор ряда научных трудов и статей по экономическим, статистическим и другим вопросам, в том числе:
- Польская идея в свете космополитических течений / Idea polska wobec prądów kosmopolitycznych (1901)
- Нужды Галиции в цифрах и программа энергетического развития краевого народного хозяйства / Nędza Galicji w cyfrach i program energicznego rozwoju gospodarstwa krajowego (1888)
- Мысли о национальном возрождении / Myśli o odrodzeniu narodowem
- Нефть и работа — золото и болото / Nafta i praca — złoto i błoto  (1886)
- Современные естественные границы Польши / Nowoczesne granice naturalne Polski
- О польских традициях воспитания / O polskich tradycyach w wychowaniu
- Взгляды и направления хозяйственного развития польских земель / Widoki i drogi rozwoju gospodarczego ziem Polski и др.